# اللحام بالسبائك الصهيرة

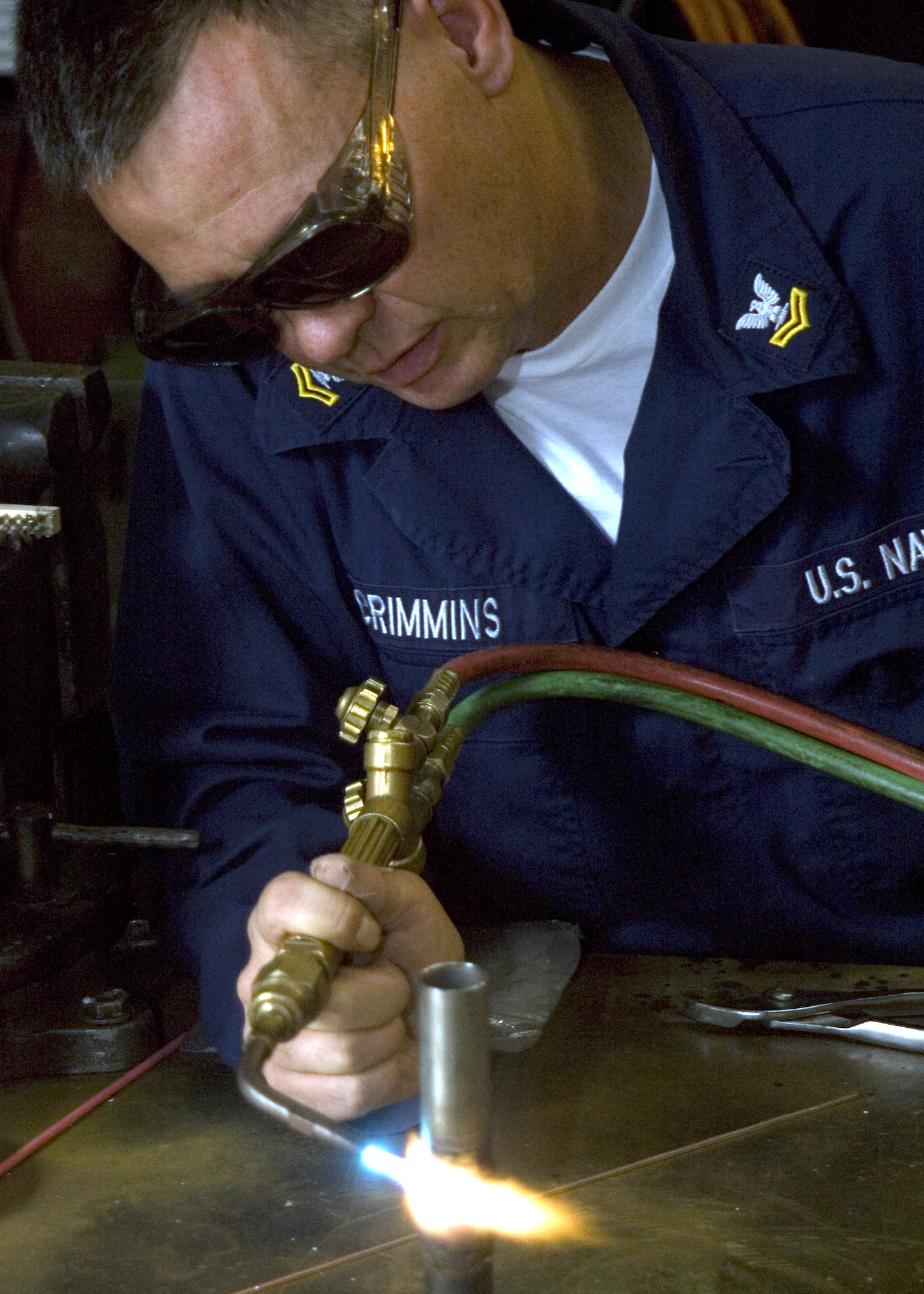
ممارسة اللحام بالسبائك الصهيرة

اللحام بالسبائك الصهيرة يشبه أساليب اللحام الأخرى من حيث إنتاجها لوصلات مترابطة، ويستخدم إذا كان تصميم الشغلة لا يسمح بلحامها بالضغط علي البارد أو علي الساخن أو بالصهر (كأن تكون معقدة الشكل صغيرة المقطع لا يراد تشويه أطرافها).
ويعتمد الوصل في حالة اللحام علي صهر معدن أو سبيكة تختلف عن المعدن المطلوب، وتنصهر في درجة حرارة أقل من درجة انصهاره وتسري في صغرة الوصلة مبللة لأطرافها، وعند تجمد هذه السبيكة بعد التبريد يرتبط طرفا الوصلة ارتباطا ميتالورجيًا وثيقًا عن طريقها، ويمكن أن تصل مقاومة وصلات هذا اللحام للإجهادات إلي مايقرب من مقاومة المعدن الأصلي للإجهادات إذا صممت الوصلة بطريقة سليمة. لذلك فإنه يعتمد عليها في كثير من التطبيقات و تنقسم هذه الطريقة إلي نوعين من اللحام حسب درجة حرارة إنصهار السبيكة المستخدمة في اللحام، فإذا استخدمت سبائك تنصهر دون 450° مئوية سميت باللحام بالسبائك اللدنة (لحام السمكرة) ويستخدم فيها في أغلب الأحيان سبيكة القصدير مع الرصاص (البوتكتيك التي تحتوي علي نحو 65% قصدير + 35% رصاص وتنصهر عند 185° مئوية أما إذا زادت درجة حرارة السبيكة عن 450° مئوية فتسمي باللحام بالسبائك الصلدة كما هو الحال في استخدام النحاس النقي (1083°م) والنحاس الأصفر (950°م) أو البرونز (920° م) أو سبائك الفضة مع كل من النحاس والزنك والكادميوم وهي الأكثر شيوعًا و تنصهر فيما بين (630°م : 850°م)، وتلحم الوصلات الكهربائية بالسبائك اللدنة لضمان أحكام التلامس الكهربائي و دوامه، كما في توصيلات الدوائر الكهربائية وهندسة الإتصالات السلكية واللاسلكية.
ويستخدم اللحام بالسبائك اللدنة في عمل الوصلات الكهربائية أو ألواح الصفيح أو الصاج الرقيقة التي تتعرض بطبيعتها لإجهادات ميكانيكية عالية، أما وصلات الأجزاء المعدنية التي تتعرض للإجهادات الميكانيكية المرتفعة نوعا فينبغي لحامها بلحام السبائك الصلدة.
والمعادن التي تستخدم في التطبيقات الهندسية يمكن لحامها بالسبائك اللدنة أو الصلدة، ويمكن لحام المعادن الثقيلة المستخدمة في الصناعات الهندسية كالصلب والنحاس النقي والنحاس الأصفر، بلحام السبائك اللدنة أو الصلدة.
ويعتبر استخدام طريقة اللحام بالسبائك الصهيرة أقدم طرق اللحام التي عرفتها البشرية ويرجع تاريخها إلي ما قبل خمسة آلاف عام حيث استخدمت في آسيا الصغري ومصر القديمة في صناعة الحلي الذهبية والفضية والأواني والمعدات البرونزية بجانب الأسلحة.

## طرق التنفيذ
يعد اللحام بالسبائك الصهيرة من الطرق التي تعتمد في تماسكها علي تسابك موضعي لسبيكة وتتحد مع كل من سبيكة اللحام (الحشو) مع المعدن الأصلي بالانتشار التبادلي لذرات كليهما عبر سطح التلاقي.

ويوجد العديد من وسائل تنفيذ اللحام بالسبائك الصهيرة إلا أنه ينبغي فيها جميعا مراعاة مايلي:
1. تجهيز أطراف الوصلة للمعادن المراد لحامها بحيث تتوافق هندسيا مع بعضها البعض بقد الإمكان.
2. تنظيف أسطح المعادن المراد وصلها جيدا بحيث تخلو من الملوثات والزيوت والأكاسيد وغيرها من المواد الغريبة.
3. التأكد من ثبات الأجزاء المراد وصلها في مواضعها بإحكام أثناء اللحام.
4. بدء تسخين المعدن في منطقة الوصلة.
5. إضافة مساعد الصهر إلي أطراف الوصلة قبيل الاقتراب من درجة حرارة انصهار سبيكة اللحام.
6. تغذية الوصلة بسبيكة الحشو (السبيكة الصهيرة) والإستمرار في التسخين حتي تنصهر تمامًا، وتسري وتبلل أطراف الوصلة على الوجه الأكمل.
7. تبريد الوصلة ببطء حتي لا يتخلف بها إجهادات حرارية ثم يزال منها مخلفات مساعد الصهر بالغسيل الجيد أو بالحك الميكانيكي لتجنب حدوث أي تآكل ينشأ عن تفاعل لاحق لهذه المخلفات مع عناصر الوصلة.

## اللحام بالسبائك الصهيرة المحجب بغاز واق
يستخدم هذا الأسلوب عندما يراد الحصول علي سطح لامع، مع الاحتفاظ له بعد انتهاء عملية اللحام وقد زادت أهمية هذا الأسلوب في السنوات القليلة الماضية وخاصة في مجال الإنتاج الغزير، نظرا لما ترتب علي إستخدامه من اقتصاد في الوقت وفي معدن الحشو.
وعند لحام لقم كربيدية في سيقان من الصلب يستخدم غاز لاختزال أكاسيد المعدن وإزالته من أسطح الشغلة بحيث تصبح نظيفة من الأكاسيد تماما.

والهيدروجين مناسب من الناحية العملية لهذا الغرض وهو إما أن يسحب من إسطوانات من الصلب أو يحضر في موقع العمل من غاز الأمونيا المتحللة وكذلك قد يستخدم غاز أول أكسيد الكربون كعامل مختزل للوصلة أثناء تسخينها في الأفران الخاصة باللحام للإنتاج الغزير، وعادة مايكون هذا الغاز من مخلفات إحتراق وقود التسخين في الفرن.

## الحرارة اللازمة للحام بالسبائك الصهيرة
توجد طرق مختلفة لتسخين المعدن في المنطقة التي يراد وصلها، فإذا كانت درجة الحرارة اللازمة للحام منخفضة، كما في لحام السمكرة، فتستخدم رؤوس نحاسية(كاوية) تصنع عادة من النحاس بأشكال مختلفة وهي توصل في حالة اللحام المتواصل بمصدر الحرارة (وقود غاز أو حرارة كهربية مثلا).

وتتراوح درجة الحراة المناسبة لرأس الكاوية بين 250° مو 500° م ويتغطي رأس الكاوية بالتسخين بطبقة من القشور الأكسيدية ولذلك يلزم تنظيف حافة الكاوية بملح النشادر الصلب (كلوريد الأمنيوم).

## خطوات لحام السمكرة
تبدأ خطوات لحام السمكرة بالسبائك الصهيرة بتسخين كاوية اللحام في فرن ثم تنظف طرفها بملح النشادر، وبعد ذلك تستخدم في صهر معدن الملء وتمريرها على مكان اللحام

لتقوم بثلاث مهام:
1. حك مواقع الوصلة وإزالة الأكاسيد من السطح.
2. توصيل الحرارة إلي الوصلة ورفع درجة حرارتها إلي درجة حرارة انصهار سبيكة الحشو.
3. إمداد ثغرة الوصلة بسبيكة اللحام المنصهرة العالقة بحافة الكاوية.[1]
[2]